# Зопник колючий
Зо́пник колю́чий (лат. Phlómis púngens) — вид многолетних растений рода Зопник (Phlomis) семейства Яснотковые (Lamiaceae).

## Биологическое описание
Многолетнее травянистое растение высотой 50—80 см с мощным корнем.
Стебель внизу сильно ветвящийся, с серо войлочным опушением из звездчатых и многоклеточных волосков.
Листья сверху зелёные, блестящие, голые или с единичными волосками, снизу сероватые от густого опушения из звездчатых волосков. Нижние листья продолговато-ланцетные, длиной до 12 см и шириной 2—3 см, с черешками длиной 4—6 см, засыхающие ко времени цветения. Средние стеблевые листья узко ланцетовидные, длиной 5,5 см, крупно городчатые, с короткими черешками. Прицветные листья городчато-пильчатые.
Соцветие из трёх—четырёх малоцветковых плотных ложных мутовок. Чашечка трубчатая или трубчато-колокольчатая, с десятью жилками и пятью усечёнными, большей частью выемчатыми на верхушке зубцами, снабжёнными шиловидными остями, выходящими из выемок. Венчик лиловый, розовый или жёлтый, трубка его внутри с волосистым кольцом, верхняя губа цельнокрайная, сводообразная, нижняя трёхлопастная, у которой средняя лопасть широкая, а боковые лопасти в виде коротких зубцов. Нити верхних тычинок при основании почти всегда со шпорцевидными придатками. Снаружи венчик опушён простыми звездчатыми волосками, звездчатые волоски с удлинённым лучом имеются лишь на его трубке. Прицветники линейно-шиловидные, острые, длиннее чашечки, в их опушении наряду с простыми многоклеточными и мелкими звездчатыми волосками участвуют звездчатые волоски с удлинённым лучом.
Плод — голый орешек.
Цветёт в мае—августе. Плоды созревают в июле—августе.

## Распространение и экология
Средиземноморский вид, распространённый на юге Европы, на Кавказе, в Малой и Передней Азии на северо-западе Казахстана. В России произрастает в южной половине европейской части, в Предкавказье и Дагестане.
Произрастает на степных склонах, каменистых обнажениях.

## Растительное сырьё
В надземной части обнаружено эфирное масло, в семенах — до 28 % жирного масла.

## Значение и применение
Корни употребляли в пищу, как и зопник клубненосный.
Надземную часть применяли в народной медицине при анемии, гипоацидном гастрите, пневмонии, бронхите, туберкулёзе легких, малярии, геморрое, отёках, гипертонической болезни. Установлено, что настой надземной части повышает свёртываемость крови, оказывает гипотензивное действие.
Используется как декоративное растение.
Хороший медонос, даёт много нектара.

## Классификация

### Таксономия
Вид Зопник колючий входит в род Зопник (Phlomis) подсемейства Яснотковые (Lamioideae) семейства Яснотковые (Lamiaceae) порядка Ясноткоцветные (Lamiales).
|  |                                      |  |                                                             |                                                             |                      |  | ещё 14 семейств (согласно Системе APG II) | ещё 14 семейств (согласно Системе APG II) |                         |  |  |  | ещё более 80 родов | ещё более 80 родов |  |  |
|  |                                      |  |                                                             |                                                             |                      |  | ещё 14 семейств (согласно Системе APG II) | ещё 14 семейств (согласно Системе APG II) |                         |  |  |  | ещё более 80 родов | ещё более 80 родов |  |  |
|  |                                      |  |                                                             | порядок Ясноткоцветные                                      |                      |  |                                           |                                           | подсемейство Яснотковые |  |  |  |                    | вид Зопник колючий |  |  |
|  |                                      |  |                                                             | порядок Ясноткоцветные                                      |                      |  |                                           |                                           | подсемейство Яснотковые |  |  |  |                    | вид Зопник колючий |  |  |
|  | отдел Цветковые, или Покрытосеменные |  |                                                             |                                                             | семейство Яснотковые |  |                                           |                                           | род Зопник              |  |  |  |                    |                    |  |  |
|  | отдел Цветковые, или Покрытосеменные |  |                                                             |                                                             |                      |  |                                           |                                           |                         |  |  |  |                    |                    |  |  |
|  |                                      |  | ещё 44 порядка цветковых растений (согласно Системе APG II) | ещё 44 порядка цветковых растений (согласно Системе APG II) |                      |  |                                           | еще 7 подсемейств                         | еще 7 подсемейств       |  |  |  | ещё около 40 видов |                    |  |  |
|  |                                      |  |                                                             | ещё 44 порядка цветковых растений (согласно Системе APG II) |                      |  |                                           |                                           | еще 7 подсемейств       |  |  |  |                    |                    |  |  |